# Saint-Sylvestre-de-Cormeilles
Saint-Sylvestre-de-Cormeilles is een gemeente in het Franse departement Eure (regio Normandië) en telt 205 inwoners (2005). De plaats maakt deel uit van het arrondissement Bernay.

## Geografie
De oppervlakte van Saint-Sylvestre-de-Cormeilles bedraagt 9,7 km², de bevolkingsdichtheid is 21,1 inwoners per km².
De onderstaande kaart toont de ligging van Saint-Sylvestre-de-Cormeilles met de belangrijkste infrastructuur en aangrenzende gemeenten.

## Demografie
Onderstaande figuur toont het verloop van het inwonertal (bron: INSEE-tellingen).

1. ↑  Populations de référence 2022.